# Winter Bay
Die Winter Bay ist eine Bucht nahe dem südwestlichen Ende von Filla Island in der Gruppe der Rauer-Inseln vor der Ingrid-Christensen-Küste des ostantarktischen Prinzessin-Elisabeth-Lands.
Der Schoner Dick Smith Explorer überwinterte hier von Februar 1983 bis Januar 1984 im Zuge der von der australischen Oceanic Research Foundation durchgeführten Frozen Sea Expedition (1982–1984), was der Bucht zunächst den Namen Winterover Bay verlieh. Das Antarctic Names Committee of Australia kürzte diese Benennung später ein.